# 2-acrylamide-2-methylpropaansulfonzuur
2-acrylamide-2-methylpropaansulfonzuur (merknaam: AMPS® van Lubrizol Corp.) is een onverzadigd sulfonzuur. Het is een witte kristallijne en hygroscopische vaste stof, die zeer goed oplosbaar is in water. Het is verkrijgbaar in poeder- of korrelvorm of als waterige oplossing van het natrium- of ammoniumzout.

## Synthese
In het oorspronkelijk octrooi van Lubrizol gebeurde de synthese in twee stappen: de sulfonering van isobuteen met acetylsulfaat (uit zwaveltrioxide en azijnzuur), gevolgd door de reactie van het gevormde sulfonzuur met water en acrylonitril, in aanwezigheid van zwavelzuur.

## Toepassingen
Het is een reactieve acrylmonomeer, waarmee hoogmoleculaire polymeren of copolymeren kunnen gemaakt worden met bijzondere eigenschappen, dankzij het hydrofiele karakter en de ionisering van de sulfongroep in oplossing. Oorspronkelijk werd het gebruikt als comonomeer voor polyacrylnitrilvezels, om een betere hechting van verfstoffen aan de vezels te verkrijgen. Later zijn talrijke andere toepassingsgebieden voor deze polymeren gevonden.
Wateroplosbare copolymeren van de stof kunnen bijvoorbeeld gebruikt worden in de waterbehandeling, om kalk- en andere aanslag van ijzer(III)oxide, calcium- of magnesiumcarbonaat (ketelsteen) en dergelijke te voorkomen in ketelwatercircuits. De sulfongroep ioniseert volledig in water en vermindert de neerslag van zouten met tweewaardige kationen.
Copolymeren worden ook gebruikt voor de stabilisatie en de beïnvloeding van de viscositeit van latexemulsies, kleefstoffen en vloeistoffen die bij olie- en gasboringen worden gebruikt.
(Co-)polymeren van 2-acrylamide-2-methylpropaansulfonzuur kunnen eveneens in cosmetica of farmaceutica gebruikt worden om emulsies te stabiliseren in producten die op de huid worden aangebracht. Ze fungeren als "glijmiddel" en zorgen ervoor dat de producten de huid niet irriteren. Er kunnen hydrogels mee gevormd worden voor medische toepassingen.